# 대체기술

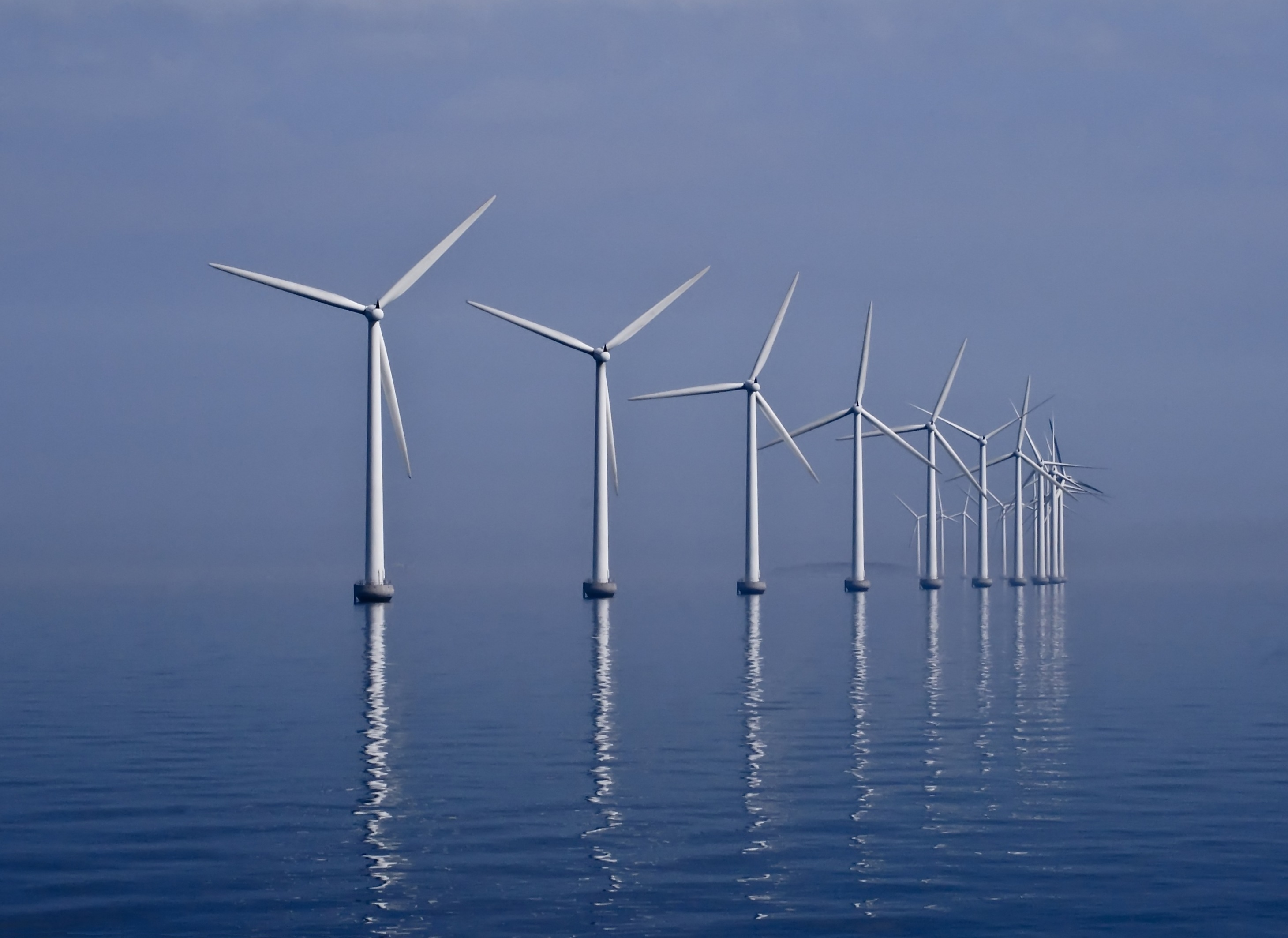

대체기술(對替技術)은 기존의 정통적인 기술보다 환경 친화적이고 보다 효율적인 자원을 이용하는 방법을 의미하는 단어이다.

## 같이 보기
- 적정기술
- 환경기술